# Casa del Cordón (Vitoria)

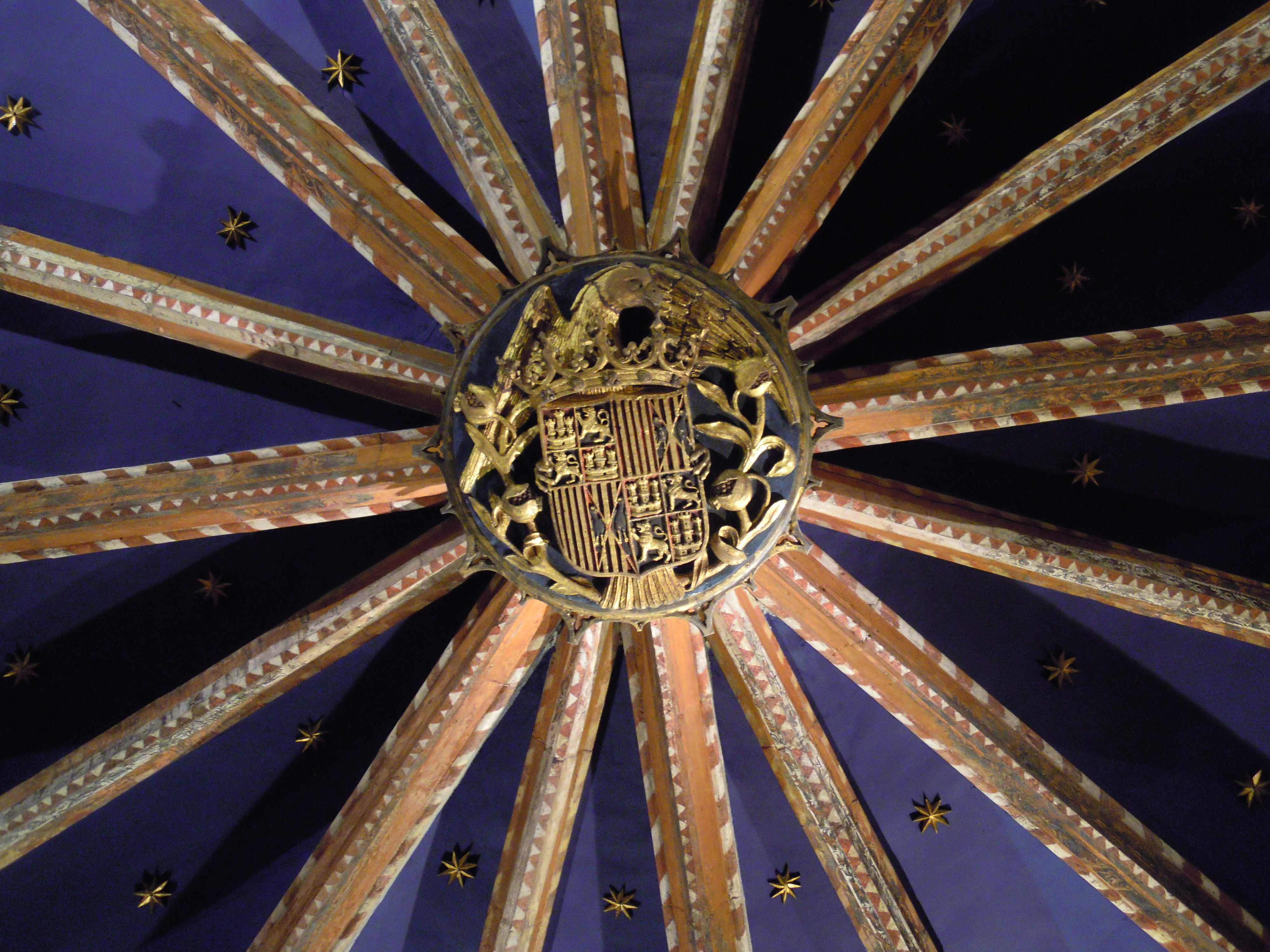
Detalle de la clave de la bóveda de la Sala Gótica, donde aparece el escudo de los Reyes Católicos con la divisa de las granadas.

 La comúnmente llamada Casa del Cordón es una casa monumental o palacio situada en la calle Cuchillería del Casco Viejo de Vitoria (España). Debe su nombre al cordón de la orden franciscana del arco de una de las entradas gemelas de la casa.

## Historia
Fue construida en el siglo XV por el comerciante judío converso Juan Sánchez de Bilbao sobre unas viejas casas medievales, rodeando la antigua torre de linaje de los Gaona del siglo XIII, la cual permanece en el interior de las dos primeras plantas del palacio. Destaca sobremanera la bóveda estrellada y policromada con la que se cubre la sala noble del torreón y que ha permanecido intacta hasta la actualidad.
Este bello ejemplo de arquitectura gótica civil, fue residencia de paso de figuras ilustres de la época como Felipe el Hermoso y su esposa Juana I de Castilla. Fue en este palacio donde el 22 de febrero de 1522 le llegó a Adriano de Utrecht la noticia de su nombramiento papal 13 días antes. El futuro Adriano VI permanecería en la capital alavesa poco más de un mes, ejerciendo como regente de España y preparando a Navarra para la defensa frente a la invasión francesa.
Tras un complejo trabajo de rehabilitación, actualmente el edificio alberga numerosas exposiciones con un marcado carácter didáctico. Así, el público puede visitar exposiciones sobre el mundo de la cultura autóctona, la historia, la naturaleza, la artesanía, el folklore, la mitología, etc.
Actualmente alberga las dependencias de la Fundación Vital Fundazioa. 